# Easthorpe (Essex)
 (avril 2023).
Easthorpe est un village et une ancienne paroisse civile de l'Essex, en Angleterre.